# Лядов, Николай

Обложка книги Николая Лядова «Сценарий. Основы кинодраматургии и техника сценария»

Никола́й Ля́дов (укр. Микола Лядов, 1900 — 1937 ?) — советский кинокритик и сценарист.

## Биография
Родился в 1900 году в Российской империи. В конце 1910-х годов — поэт-имажинист. После 1922 года вошёл в общегородское литературное объединение Киева. Написал приключенческий роман «Холодный Яр» (1924) о событиях в урочище Черкасской области Украины, позже работал сценаристом.
В 1920-е годы вошёл в состав ВУФКУ в качестве сценариста, написал пособие «Сценарий. Основы кинодраматургии и техника сценария» (на украинском языке), в котором призывал сценаристов быть оригинальными, избегая штампов и клише, и ряд сценариев к кинофильмам.
Заместитель директора студии Межрабпомфильм. Есть упоминания о конфликтах с Дзигой Вертовым в период работы того над фильмом «Колыбельная».
Вертов:

Люди, к[ото]рые после победы «Трёх песен о Ленине» решили всеми мерами воспрепятствовать моей работе над фильмом о женщине («Колыбельная»), разоблачены. Директор Межрабпомфильма Л.² оказался врагом не только киноправды, но и правды в любом её выражении. «Колыбельная», которую «Киногазета» в своем отзыве тесно связывает с именем тов. Сталина, сделана, но не опубликована, не показана широкому зрителю.

Текст редакционного примечания по ссылке «²»: «По всей видимости, имеется в виду репрессированный зам. директора „Межрабпомфильма“ Лядов, с которым у Вертова в период работы над „Колыбельной“ происходили постоянные конфликты».

— Киноведческие записки, Выпуски 51—52, 2001. — С. 62
Там же Вертов назвал Лядова «председателем художественного совета» («Колыбельной»?), но потом по неизвестной причине вычеркнул эти слова.
На самом деле, вряд ли Лядов был причиной провала «Колыбельной». Фильм Вертова просто не понравился Сталину.
В 1920-е и 1930-е годы Николай Лядов также был кинокритиком. Репрессирован.

## Фильмография

### Сценарист
- 1926 — «Взрыв»[25]
- 1927 — «Муть»
- 1927 — материалы к фильму «Одна ночь»
- 1931 — «Последний каталь»

## Цитаты
Надо быть профессиональным сборщиком фактов. Необходимы активность и неугомонный гражданский темперамент.
укр. Треба бути професіональним збирачем фактів. Потрібні рухливість і невгамовний громадський темперамент.